# ژوانین (بازیکن فوتبال، زاده ۱۹۳۷)
ژوانین (انگلیسی: Juanín؛ زادهٔ ۱۰ ژانویهٔ ۱۹۳۷) بازیکن فوتبال اهل اسپانیا است.
از باشگاه‌هایی که در آن بازی کرده‌است می‌توان به باشگاه فوتبال رئال سوسیداد اشاره کرد.